# الغيل (رصد)

تعديل مصدري - تعديل

الغيل هي إحدى قرى عزلة القارة بمديرية رصد التابعة لمحافظة أبين، بلغ تعداد سكانها 226 نسمة حسب تعداد اليمن لعام 2004.